# Klub Krakowski
Klub Krakowski - został założony w roku 1991, jako stowarzyszenie przedsiębiorców, naukowców, lekarzy - jednym słowem ludzi wolnych zawodów - w celu wspierania następujących w Polsce przekształceń ustrojowych. 
Klub Krakowski jest klubem liczącym aktualnie 45 aktywnych członków - ludzi o nieposzlakowanej opinii i mocno liberalnych poglądach gospodarczych, Są wśród klubowiczów lekarze, profesorowie, architekci, politycy, przedsiębiorcy, menadżerowie wysokiego szczebla oraz artyści. Przez wiele lat Klub Krakowski był organizacją nieformalną, dopiero w 2008 roku dokonano formalnej rejestracji KK zgodnie z ustawą o stowarzyszeniach. Atrybutami Klubu są: nazwa – Klub Krakowski – autorstwa Krzysztofa Görlicha, logo KK autorstwa Witka Gilewicza (1999), krawaty klubowe powstałe dzięki Wojtkowi Starowieyskiemu (1997), hymn KK napisany na 10 lecie Klubu przez Krzysztofa Piaseckiego, oraz srebrne spinki do mankietów, krawatów i wpięcia w klapę, zaprojektowane przez Danutę Ney-Smolarską (2002). Od 2011 roku znak Klub Krakowski jest zarejestrowany i zastrzeżony.
Kadencja zarządu KK trwa dwa lata, maksymalnie można sprawować funkcję dwukrotnie. Pierwszym prezesem KK był Jacek Łodziński, a aktualnie prezesuje Klubowi Paweł Nikliński.
Spotkania klubowe odbywają się głównie w kawiarni Literacka na ul Krakowskiej 41. Większe lub uroczyste spotkania Klubu Krakowskiego odbywają się w jednej z licznych w Krakowie reprezentacyjnych sal. Od roku 2001 corocznie Klub funduje ze składek swoich członków stypendia dla szczególnie uzdolnionej, a znajdującej się w bardzo trudnej sytuacji materialnej młodzieży szkół średnich Krakowa.  W ciągu tych lat naszymi stypendystami było 141 młodych uzdolnionych ludzi. Aktualnie Klub Krakowski ma 9 stypendystów.